# 151 (număr)
151 (o sută cincizeci și unu) este numărul natural care urmează după 150 și precede pe 152 într-un șir crescător de numere naturale.

## În matematică
151
- Este al 36-lea număr prim.
- Este un număr prim aditiv.[1][2]
- Este un număr prim cubic generalizat.[3]
- Este un număr prim Euler, atât în sensul primei definiții,[4][5] cât și în sensul celei de a doua.[4][6]
- Este un număr prim plat.[7][8]
- Este un număr prim Ramanujan.[9][10]
- Este un număr prim slab.[11][12]
- Este un număr prim subțire.[13][14]
- Împreună cu numărul prim precedent, 149,[15] formează o pereche de numere prime gemene,[16][17]
- Este un număr centrat decagonal.[18]
- Este un număr norocos.[19][20]
- Este un număr Padovan,[21] precedat de 65, 86, 114 (este suma primelor două).[22]
- Este un număr palindromic.[21]

## În știință

### În astronomie
- Obiectul NGC 151 din New General Catalogue este o galaxie spirală, posibil și barată, cu o magnitudine 11,59 în constelația Balena.
- 151 Abundantia este un asteroid din centura principală.
- 151P/Helin este o cometă periodică din Sistemul Solar.

## În alte domenii
151 se poate referi la:
- Samariu-151, un radioizotop al samariului.
- Calculatorul personal IQ 151.
- Numărul total al Pokémonilor din setul original, inclusiv Mew și Mewtwo.